# Autorité de régulation des communications électroniques et de la poste (Bénin)
Pour les articles homonymes, voir ARCEP et Autorité de régulation des communications électroniques et des postes.
L’Autorité de Régulation des Communications Électroniques et de la Poste, en abrégé ARCEP, est une agence indépendante chargée de réglementer les télécommunications et les services postaux au Bénin. Elle est sous l'autorité de la présidence. 

## Composition, attributions, organisation et fonctionnement
La composition, les attributions, l’organisation et le fonctionnement de l’ARCEP sont définis par la loi n°2019-209 du 31 juillet 2019 portant création, organisation et fonctionnement des  organes  de l'Autorité de Régulation des Communications Électroniques et de la Poste,.

## Missions et attributions

### Attributions
Outre les attributions visées à l'article 115 du code du numérique, l'ARCEP est également compétente pour,,:
1. établir le plan national de numérotation et de l'adressage;
2. Veiller au respect du principe d'égalité de traitement des opérateurs;
3. le cas échéant, surveiller les tarifs et services de communications électroniques et de la poste conformément aux dispositions du code du numérique, et notamment de son article 155;
4. arbitrer les différends qui peuvent survenir ou de prononcer des sanctions conformément aux articles 220 et suivants du code du numérique
5. instruire les plaintes des utilisateurs ou des organisations d'utilisateurs conformément aux dispositions des articles 234 et suivants du codé du numérique.

## Organisation et fonctionnement
L'ARCEP est composée,:
- d'un conseil de régulation composée de:
  - un (01) Président;
  - un (01) vice-président;
  - conseillers.

Le président et le vice-président sont élus par les membres du conseil de régulation sous la supervision du ministre chargé des Communications électroniques ou son représentant. Après élection, le président et le vice-président sont nommés par décret pris en conseil des ministres sur proposition du ministre chargé des Communications électroniques.
- d'un secrétariat exécutif

Les actuels président et vice-présidente du conseil de régulation sont respectivement: Flavien BACHABI et Fifatin Carelle Toho Acclassato nommés au conseil des ministres le 03 mars 2021,.